# Кабане (Ђенова)
Кабане је насеље у Италији у округу Ђенова, региону Лигурија.
Према процени из 2011. у насељу је живело 75 становника. Насеље се налази на надморској висини од 824 м.